# Max Hoffmann
 (janvier 2016).
Pour les articles homonymes, voir Hoffmann et Max Hoffmann (homonymie).
Max Hoffmann est un militaire et diplomate allemand né le 25 janvier 1869 à Homberg (Efze) et mort le 8 juillet 1927 à Bad Reichenhall. Il participe à la Première Guerre mondiale en occupant le poste de chef d'état-major de la VIIIe armée allemande ; il est un des planificateurs avec Ludendorff et Hindenburg des batailles de Tannenberg et des lacs Mazures. Il occupe ensuite le poste de chef d'état-major du front Est ; à la fin de l'année 1917, il négocie avec les Bolcheviks le traité de Brest-Litovsk. À partir de 1922, il tente de mettre en place une coalition anti-soviétique sans succès.

## Biographie

### Famille
Le père de Max Hoffmann, Jules Hoffmann, est un membre de la Cour de district ; sa mère est Friederike Charlotte Alwine Hoffmann, née du Buisson. De 1879 à 1887, Hoffmann fait ses études secondaires à Nordhausen.
Il épouse plus tard l'artiste peintre Corinna Irena Hoffman.

### Premières années
Après le lycée, Hoffmann devient à partir du 28 mars 1887 cadet au 72e régiment d'infanterie (de). Du 1er octobre 1887 au 5 juillet 1888, il est Fähnrich à l'École militaire royale de Nysa. Il reçoit une recommandation impériale le 16 août 1888 et devient sous-lieutenant le 19 septembre 1888. Il est muté au 45e régiment d'infanterie le 18 avril 1893. Le 12 septembre 1895, il est nommé lieutenant.
Hoffmann est détaché de son régiment à l'Académie de guerre de Prusse à Berlin, le 1er octobre 1895. Au cours de l'année 1898-1899, il passe six mois comme attaché militaire à la cour impériale de Saint-Pétersbourg. De 1899 à 1901, il devient spécialiste des affaires russes au sein du Grand État-major. Le 23 mars 1901, il est promu capitaine et quitte son unité pour rejoindre le Grand État-major dirigé par Alfred von Schlieffen. Il alterne des postes de commandement au sein du Grand l'état-major et à la tête d'unités ; du 17 février 1903 au 12 février 1904, il commande une compagnie au 33e régiment de fusiliers. Au cours de la guerre russo-japonaise de 1904-1905, Hoffmann est un observateur militaire de l'Empire allemand au sein de la première armée japonaise de Mandchourie, il réintègre ensuite le Grand État-major. Il est nommé ensuite au sein de l'état-major de la 1re division d'infanterie du 27 janvier 1907 au 1er octobre 1910. Au cours de cette période, il est promu Major, le 11 septembre 1907. Il retourne ensuite au Grand État-major ; en 1912, il devient instructeur à l'académie de guerre de Prusse et devient chef de bataillon le 1er octobre 1913 au 112e régiment d'infanterie (de). Le 27 janvier 1914, il est nommé Oberstleutnant.

### Première Guerre mondiale

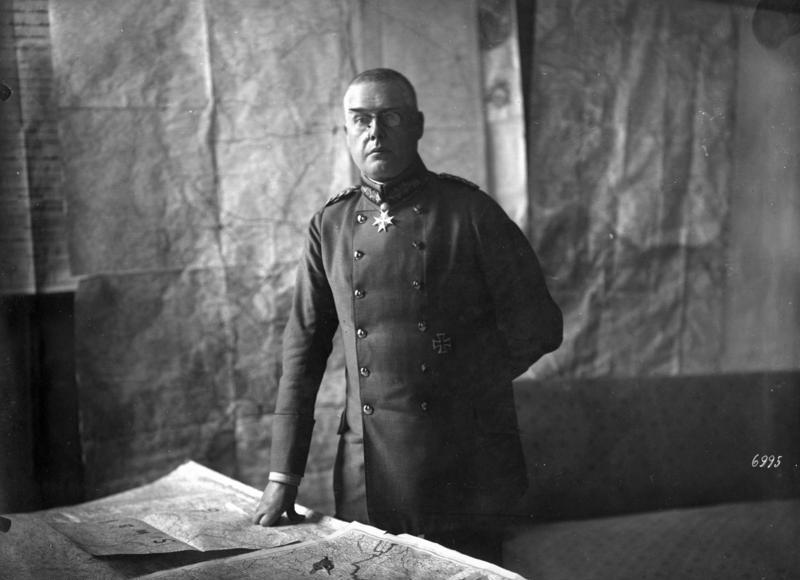
Max Hoffmann en 1914 devant les cartes du front.

#### 1914-1917
Lors du déclenchement de la Première Guerre mondiale, Hoffmann est nommé chef des opérations au sein de l'état-major de la 8e armée. Devant la faiblesse de commandement de Maximilien de Prittwitz et Gaffron, chef de la 8e armée et le retour de convalescence du chef d'état-major Georg von Waldersee, Hoffmann commande réellement la défense de la Prusse en 1914. Après la défaite de Gumbinnen, Maximilian von Prittwitz décide de replier la 8e armée derrière la Vistule ; cet ordre est annulé par le Grand Quartier général et Molke qui décident également de nommer à la tête de la 8e armée Paul von Hindenburg avec comme chef d'état-major Erich Ludendorff. Hoffmann est maintenu à son poste pour sa connaissance du territoire et placé sous les ordres de Ludendorff ; tous deux se connaissent ayant vécu dans la même maison à Poznań et Berlin. Hoffmann participe à l'élaboration des plans des batailles de Tannenberg et des lacs de Mazurie. Ensuite dans ses mémoires, Hoffmann dispute la paternité de la manœuvre de Tannenberg à Ludendorff et considère Hindenburg comme un incompétent « fournissant peu d'efforts physiques et intellectuels » dont le prestige provient de la propagande allemande.
Le trio Hindenburg-Ludendorff-Hoffmann obtient sur le front de l'Est des succès importants contre l'armée russe, grâce aux compétences tactiques de Hoffmann. Ils participent à l'arrêt de l'offensive Broussilov. Le 18 août 1916, Hoffmann est promu au grade d’Oberst. Après la nomination de Hindenburg et de Ludendorff à la tête de l'OHL, Hoffmann est nommé chef d'état-major du front de l'Est sous les ordres du prince Léopold de Bavière. Il est promu Generalmajor le 29 octobre 1917.

#### Traité de Brest-Litovsk
Hoffmann, en tant que chef d'état-major du front est, est le représentant de l'OHL lors des négociations de paix à Brest-Litovsk à la fin de 1917 et au début de 1918. Il est l'initiateur et l'hôte de la conférence de paix. Bien que ne disposant pas du pouvoir de négociation, il s'implique de plus en plus dans les discussions.Il déclare au chef de la délégation russe Joffé :

« Il n'y a pas d'annexions violentes par les puissances centrales. La Pologne, la Lituanie et la Courlande ont décidé par l'intermédiaire de leurs représentants politiques de rompre leur association avec l'État russe. »

— Max Hoffmann, 26 décembre 1917
Hoffmann souhaite la fragmentation de l'Ouest de la Russie pour élargir la sphère d'influence allemande en Europe de l'Est. L'utilisation de « l'autodétermination des peuples » est un des moyens pour obtenir la « séparation des peuples de la Russie ». À partir de mai 1917, il est encouragé dans cette voie par le chancelier Bethmann Hollweg qui souhaite un contrôle indirect des territoires afin d'éviter une annexion ouverte et par Hindenburg qui voit une occasion de réemployer des unités allemandes sur le front de l'Ouest. Au cours des négociations, les exigences allemandes sont plus importantes retardant la signature du traité. Ottokar Czernin, le ministre des Affaires étrangères et représentant de l'Autriche-Hongrie, menace Hoffmann d'une paix séparée avec la Russie. Ce dernier lui répond qu'il considère « l'idée brillante » lui permettant de retirer immédiatement 25 divisions allemandes du front autrichien.
Le 12 janvier 1918 Hoffmann, suivant en cela les ordres de l'OHL et de Ludendorff, tient un discours assez agressif — selon Czernin — et déclare que « l'armée allemande est partout victorieuse et qu'une évacuation des territoires occupés est exclue » et que « l'OHL interdira toute ingérence dans les territoires occupés » ; ce discours est considéré comme un ultimatum dans l'Empire allemand. Trotski, le nouveau représentant de la Russie dans les négociations considère qu'il y a dans ces déclarations davantage « d'arrogance du vainqueur » et de « politique violente des puissances centrales » que de jugement et de vision politique globale. Trotski et les bolcheviks ont par la suite utilisé ces faits à des fins de propagande qui ont eu un impact direct sur les grèves de janvier 1918 en Allemagne ou en Autriche-Hongrie (de).

#### Objectifs de la guerre à l'Est
Comme Ludendorff et ses objectifs de guerre, Hoffmann souhaite que la Crimée devienne une colonie allemande occupée en permanence pour servir de base navale et favoriser l'influence de l'Empire allemand dans le Caucase et au Moyen-Orient. Il est cependant beaucoup plus nuancé en ce qui concerne l'annexion de la Belgique contrairement à la plupart des généraux allemands ; il s'oppose également à l'annexion de vastes territoires polonais contrairement à la volonté de l'OHL.

« Une bande frontalière avec plus de deux millions de polonais en Allemagne, comme exigé par l'OHL, ne peut entraîner que des inconvénients croissants pour l'Empire allemand, pires qu'une solution germano-polonaise. »

— Max Hoffmann
En janvier 1918, Hoffmann parvient à convaincre l'empereur qui le considère comme l'homme le plus capable de gérer les actions sur le front de l'Est, de réduire la zone d'annexion polonaise à une zone où seuls 100 000 Polonais seraient présents. Le 2 janvier 1918, le conseil privé de l'empereur s'oppose à la décision de l'OHL concernant la zone polonaise en la réduisant. Cette position entraîne la rupture définitive entre Ludendorff et Hoffmann. Le 4 janvier 1918, Ludendorff et Hindenburg réclament la démission de Hoffmann.
Ludendorff déclenche une campagne de presse diffamatoire contre Hoffman lui reprochant sa faiblesse et le dénonçant comme un « agent de Kühlmann » et dont la femme, libérale, a des liens avec les « cercles juifs ». L'empereur sous la pression du public doit écarter Hoffmann des affaires politiques en l'isolant par la gestion de la guerre sur le front de l'Est. À la suite du traité de Brest-Litovsk, l'opération de conquête des zones d'influence allemande débute le 18 février 1918 : elle est considérée par Hoffmann comme un voyage militaire en train et en voiture. Il trouve également que les troupes en provenance du front de l'Est et utilisées durant les offensives de printemps auraient pu être plus utiles sur le front Est pour occuper les territoires disposant de ressources énergétiques importantes. Après la signature de l'armistice en novembre 1918, il réclame le retour d'une partie de l'armée à l'Est.

### République de Weimar
En 1922, Hoffmann propose en collaboration avec Arnold Rechberg le « plan Hoffmann » visant à renverser la Russie bolchevique au cours d'une campagne anti-soviétique. Ils considèrent que l'Allemagne doit intervenir en association avec la Grande-Bretagne et la France pour renverser le gouvernement soviétique et établir un gouvernement russe constitutionnel et rétablir l'économie de la Russie.
En 1926 et en 1927, des réunions ont lieu à Londres sous les auspices de l'industriel néerlandais Henri Deterding au sujet du plan proposé par Hoffmann. Deterding peut soutenir financièrement l'exécution du plan en effectuant des transferts d'argent vers Max Hoffmann, mais le plan de ce dernier ne rencontre pas d'échos dans la Reichswehr.
Hoffmann meurt le 8 juillet 1927 ; il est enterré au cimetière des Invalides de Berlin.

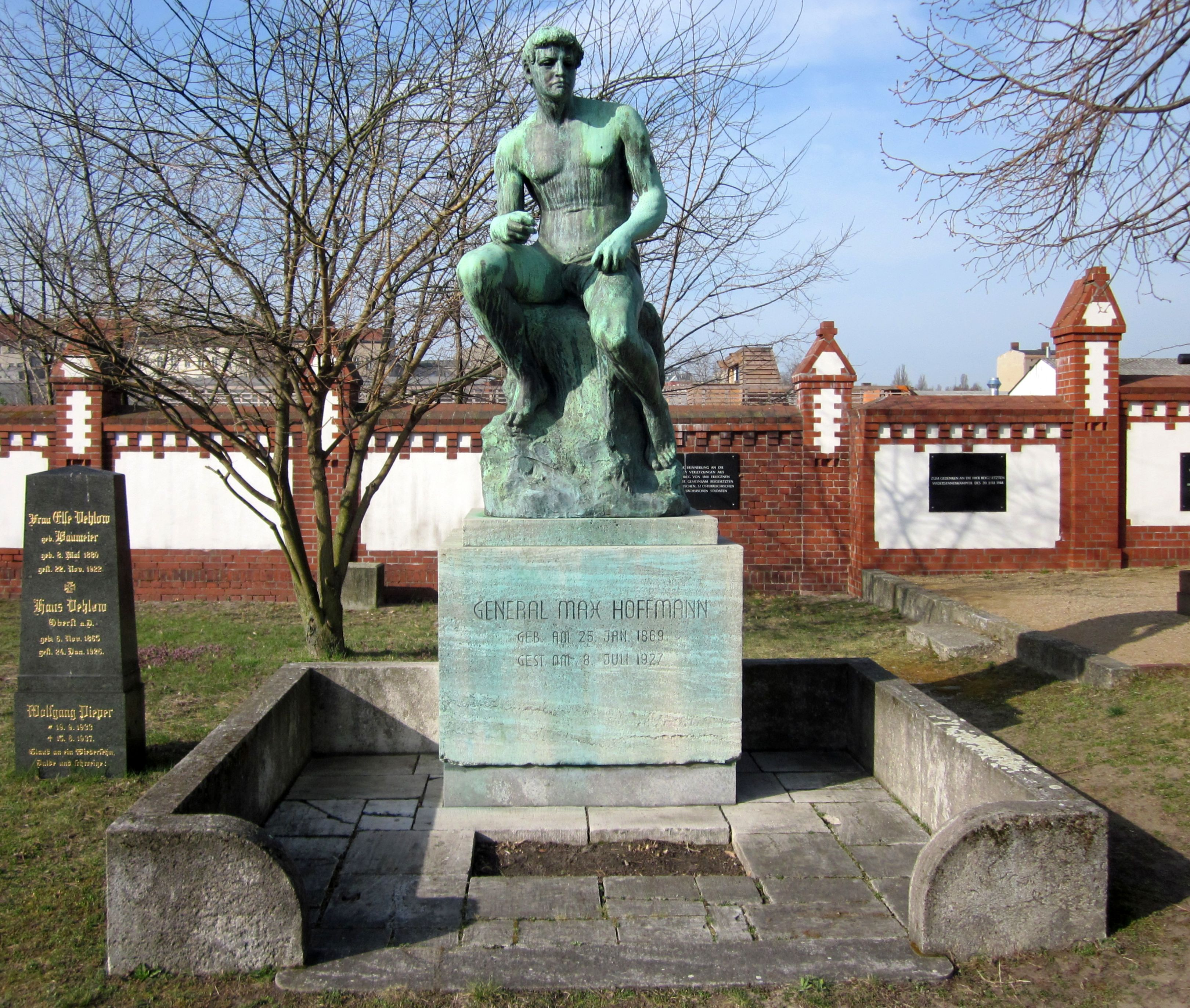
Tombe du général Hoffmann avec la sculpture de Rechberg.

Après la Seconde Guerre mondiale, sa tombe manque d’être détruite. Elle est déplacée à l'époque de la construction du mur de Berlin en 1961. Mais comme Rechberg avait financé la concession jusqu'en 2100, elle est finalement restaurée et remise en place en 2002 et inscrite aux monuments historiques.

## Écrits
- La Guerre des occasions manquées, Max Hoffmann traduit par Henri Simondet agrégé de l'université, 1927 Paris